# 人形石
人形石（にんぎょうせき・にんぎょういし、 Ningyoite）は、1959年に発表された日本産新鉱物で、旧原子燃料公社の鉱床学者武藤正などにより、鳥取県の人形峠から発見された。 化学組成は(U,Ca,Ce)2(PO4)2・1～2H2Oで、直方晶系。燐灰ウラン鉱と異なり、含まれるウランはウラニルイオンにならない。産出地の地名から命名された。
通常は黒色・煤状の粉末で産出するため、物質としての構造は現在も未確定である。燐灰ウラン鉱より強い放射能を持つ。